# Championnats de France de natation en petit bassin 2022
Navigation
Angers 2019 Angers 2023

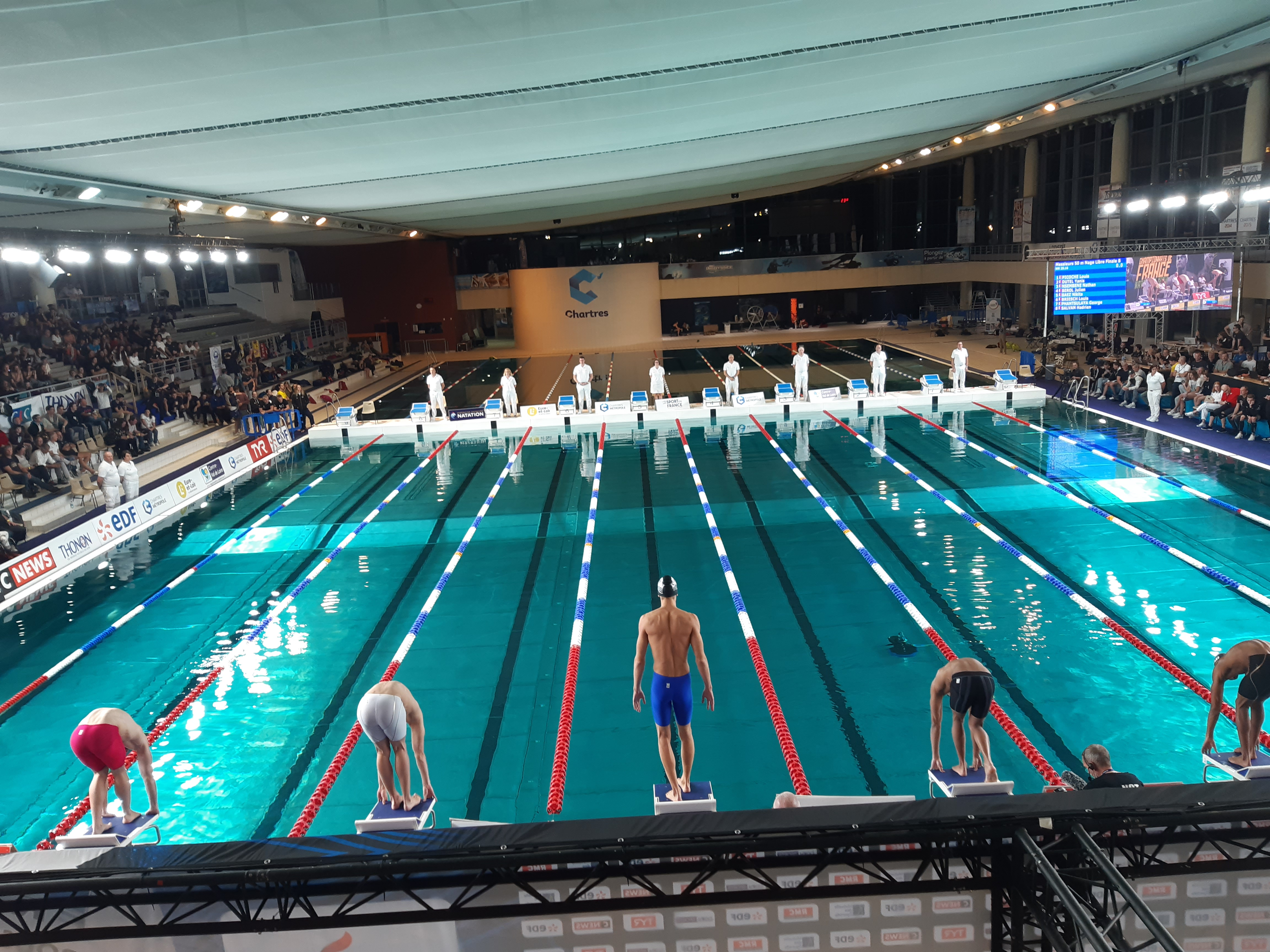

Les Championnats de France de natation 2022 se sont tenus du 3 au 6 novembre à Chartres,. Cette édition permet également aux meilleurs athlètes de se qualifier pour les Championnats du Monde de natation en petit bassin 2022 qui ont lieu à Melbourne, en Australie.

## Podiums

### Hommes
| Discipline  | Médaille d'or                   | Performance    | Médaille d'argent       | Performance    | Médaille de bronze        | Performance    |
| Nage libre  |                                 |                |                         |                |                           |                |
| 50 m        | Maxime Grousset                 | 22 s 13        | Florent Manaudou        | 22 s 14        | Thomas Piron              | 22 s 72        |
| 100 m       | Maxime Grousset                 | 48 s 43        | Charles Rihoux          | 48 s 90        | Thomas Piron              | 49 s 57        |
| 200 m       | Maxime Grousset                 | 1 min 48 s 35  | Roman Fuchs             | 1 min 48 s 76  | Wissam-Amazigh Yebba      | 1 min 49 s 00  |
| 400 m       | Logan Fontaine                  | 3 min 48 s 81  | Roman Fuchs             | 3 min 50 s 13  | Joris Bouchaut            | 3 min 50 s 44  |
| 800 m       | Logan Fontaine                  | 7 min 50 s 09  | Joris Bouchaut          | 7 min 57 s 83  | Damien Joly               | 8 min 01 s 61  |
| 1 500 m     | Damien Joly                     | 15 min 01 s 85 | Logan Fontaine          | 15 min 03 s 61 | Marc-Antoine Olivier      | 15 min 13 s 41 |
| Papillon    |                                 |                |                         |                |                           |                |
| 50 m        | Thomas Piron                    | 23 s 63        | Stanislas Huille        | 23 s 64        | Mehdy Metella             | 24 s 09        |
| 100 m       | Stanislas Huille                | 51 s 92        | Mehdy Metella           | 52 s 61        | Sergueï Comte             | 53 s 26        |
| 200 m       | Tom Remy                        | 1 min 58 s 52  | Clarence Bernabé        | 1 min 59 s 45  | Louis Godefroid           | 2 min 00 s 78  |
| Dos         |                                 |                |                         |                |                           |                |
| 50 m        | Mewen Tomac                     | 25 s 01        | Stanislas Huille        | 25 s 45        | Yohan Ndoye-Brouard       | 25 s 47        |
| 100 m       | Mewen Tomac                     | 54 s 39        | Yohan Ndoye-Brouard     | 54 s 45        | Stanislas Huille          | 54 s 48        |
| 200 m       | Mewen Tomac                     | 1 min 58 s 84  | Yohan Ndoye-Brouard     | 1 min 58 s 96  | Antoine Herlem            | 1 min 59 s 53  |
| Brasse      |                                 |                |                         |                |                           |                |
| 50 m        | Carl Aitkaci                    | 27 s 80        | Antoine Viquerat        | 28 s 38        | Kacper Pastula            | 28 s 52        |
| 100 m       | Carl Aitkaci                    | 59 s 46        | Antoine Viquerat        | 1 min 01 s 86  | Kacper Pastula            | 1 min 02 s 08  |
| 200 m       | Antoine Viquerat                | 2 min 13 s 78  | Carl Aitkaci            | 2 min 13 s 93  | Antoine Marc              | 2 min 14 s 03  |
| 4 nages     |                                 |                |                         |                |                           |                |
| 100 m       | Maxime Grousset                 |                | Enzo Tesic              |                | Clément Bidard            |                |
| 200 m       | Émilien Mattenet                | 2 min 02 s 51  | Enzo Tesic              | 2 min 02 s 81  | Clément Bidard            | 2 min 03 s 12  |
| 400 m       | Émilien Mattenet                | 4 min 20 s 70  | Tom Remy                | 4 min 22 s 26  | Léo Gruart                | 4 min 23 s 47  |
| Relais      |                                 |                |                         |                |                           |                |
| 4 × 50 m NL | CN Marseille                    | 3 min 19 s 12  | Lyon Natation Métropole | 3 min 19 s 58  | Dauphins du TOEC          | 3 min 19 s 77  |
| 4 × 50 4N   | Cercle des nageurs de Marseille | 3 min 38 s 72  | Olympic Nice Natation   | 3 min 40 s 86  | Amiens Métropole Natation | 3 min 42 s 96  |

### Femmes
| Discipline  | Médaille d'or      | Performance    | Médaille d'argent  | Performance    | Médaille de bronze | Performance    |
| Nage libre  |                    |                |                    |                |                    |                |
| 50 m        | Mélanie Henique    | 23 s 95        | Marie Wattel       | 24 s 39        | Anna Santamans     | 24 s 72        |
| 100 m       | Marie Wattel       | 52 s 74        | Marina Jehl        | 53 s 53        | Margaux Fabre      | 54 s 48        |
| 200 m       | Lucile Tessariol   | 1 min 55 s 53  | Lou Ditiere        | 1 min 58 s 18  | Giula Rossi-Bene   | 1 min 58 s 47  |
| 400 m       | Charlotte Bonnet   | 4 min 12 s 84  | Valentine Leclerc  | 4 min 14 s 02  | Cyrielle Duhamel   | 4 min 18 s 17  |
| 800 m       | Maud Rodriguez     | 8 min 44 s 31  | Madelon Catteau    | 8 min 46 s 49  | Valentine Leclerc  | 8 min 49 s 61  |
| 1 500 m     | Madelon Catteau    | 16 min 35 s 91 | Lara Grangeon      | 16 min 41 s 15 | Marie Kuntzmann    | 16 min 50 s 01 |
| Papillon    |                    |                |                    |                |                    |                |
| 50 m        | Mélanie Henique    | 25 s 71        | Marie Wattel       | 26 s 16        | Maty Ndoye-Brouard | 26 s 20        |
| 100 m       | Marie Wattel       | 58 s 35        | Lilou Ressencourt  | 59 s 85        | Laurine Del'Homme  | 1 min 01 s 02  |
| 200 m       | Lilou Ressencourt  | 2 min 12 s 53  | Lara Grangeon      | 2 min 16 s 36  | Tabatha Avetand    | 2 min 18 s 36  |
| Dos         |                    |                |                    |                |                    |                |
| 50 m        | Mary-Ambre Moluh   | 27 s 97        | Analia Pigrée      | 28 s 29        | Pauline Mahieu     | 28 s 64        |
| 100 m       | Pauline Mahieu     | 1 min 00 s 45  | Analia Pigrée      | 1 min 01 s 97  | Mary-Ambre Moluh   | 1 min 02 s 15  |
| 200 m       | Pauline Mahieu     | 2 min 14 s 05  | Emma Terebo        | 2 min 14 s 60  | Aëla Janvier       | 2 min 14 s 74  |
| Brasse      |                    |                |                    |                |                    |                |
| 50 m        | Charlotte Bonnet   | 31 s 66        | Adèle Blanchetière | 32 s 13        | Lucie Vasquez      | 32 s 18        |
| 100 m       | Charlotte Bonnet   | 1 min 08 s 29  | Lucie Vasquez      | 1 min 09 s 57  | Adèle Blanchetière | 1 min 10 s 10  |
| 200 m       | Charlotte Bonnet   | 2 min 26 s 76  | Lucie Vasquez      | 2 min 27 s 09  | Justine Delmas     | 2 min 30 s 15  |
| 4 nages     |                    |                |                    |                |                    |                |
| 100 m       | Anastasia Urbaniak | 1 min 00 s 80  | Giulia Rossi-Bene  | 1 min 01 s 02  | Zoé Carlos-Broc    | 1 min 01 s 15  |
| 200 m       | Charlotte Bonnet   | 2 min 12 s 26  | Fantine Lesaffre   | 2 min 12 s 68  | Cyrielle Duhamel   | 2 min 18 s 25  |
| 400 m       | Cyrielle Duhamel   | 4 min 38 s 98  | Lara Grangeon      | 4 min 41 s 14  | Fantine Lesaffre   | 4 min 44 s 16  |
| Relais      |                    |                |                    |                |                    |                |
| 4 × 50 m NL | CN Marseille       | 3 min 45 s 75  | Canet 66 natation  | 3 min 47 s 00  | Dauphins du TOEC   | 3 min 48 s 52  |
| 4 × 50 m 4N | CN Marseille       | 4 min 08 s 28  | Canet 66 natation  | 4 min 12 s 71  | Dauphins du TOEC   | 4 min 17 s 49  |